# Pjotr Mironowitsch Mascherow
Pjotr Mironowitsch Mascherow (russisch Пётр Миронович Машеров, belarussisch Пётр Міронавіч Машэраў; * 13. Februarjul. / 26. Februar 1918greg. in Schyrki, heute im Rajon Sjanno, Witebskaja Oblast, Belarus; † 4. Oktober 1980 in Minsk) war der Vorsitzende des Zentralkomitees der Kommunistischen Partei der Weißrussischen SSR.
Er galt als liberales und volksnahes Mitglied der Führung und war seit 1978 Held der sozialistischen Arbeit.

## Biographie
Mascherow, Sohn einer Bauernfamilie, arbeitete von 1939 bis 1941 als Physiklehrer in Rassony. Nach dem deutschen Überfall auf die Sowjetunion engagierte er sich ab August 1941 in der Partisanenbewegung. Bis 1944 führte er eine Gruppe sowjetischer Partisanen auf weißrussischem Gebiet und erhielt dafür im August 1944 den Titel Held der Sowjetunion.
Im März 1965 wurde Mascherow Erster Sekretär des Zentralkomitees der Kommunistischen Partei Weißrusslands. 1966 wurde er Mitglied des Präsidiums des Obersten Sowjets der UdSSR. Während seiner Amtszeit als Vorsitzender des Obersten Sowjets der BSSR fand eine intensive Russifizierung der belarussischen Bevölkerung statt, die bis heute nachwirkt. Von 1966 bis zu seinem Tod war Mascherow Kandidat des Politbüros des Zentralkomitees der KPdSU.
Pjotr Mascherow kam bei einem Autounfall in Minsk ums Leben.
Mehrere Straßen und Institutionen in Belarus tragen heute seinen Namen, darunter auch Wizebsker Staatliche Mascherow-Universität. Zu Ehren Mascherows wurde in Wizebsk eine Bronzebüste aufgestellt.